# Amy Redford
Amy Redford (* 22. Oktober 1970) ist eine US-amerikanische Schauspielerin, Filmregisseurin und Filmproduzentin.

## Leben und Leistungen
Amy Redford ist eine Tochter von Robert Redford. Sie studierte an der University of Colorado, außerdem studierte sie Theaterkunst in London und in San Francisco. Die Schauspielerin debütierte in einer größeren Rolle in der Komödie Giving It Up aus dem Jahr 1999, die auf dem New York International Independent Film & Video Festival einen Preis erhielt.
Nach einigen Gastauftritten in Fernsehserien und kleinen Nebenrollen spielte Redford größere Rollen im für den Independent Spirit Award nominierten Filmdrama Cry Funny Happy (2003), im Thriller This Revolution (2005) und im mit zahlreichen Festivalpreisen prämierten Kriegsdrama Strike the Tent (2005). Im direkt auf DVD veröffentlichten Filmdrama The Drum Beats Twice (2008) übernahm sie eine der Hauptrollen. Beim Filmdrama The Guitar (2008) mit Saffron Burrows führte sie Regie und produzierte den Film mit.

## Filmografie (Auswahl)
- 1999: Giving It Up
- 2001: Mergers & Acquisitions
- 2002: Manhattan Love Story (Maid in Manhattan)
- 2003: Cry Funny Happy
- 2003: Last Man Running
- 2005: This Revolution
- 2005: Strike the Tent
- 2005: The Music Inside
- 2007: The Last Confederate: The Story of Robert Adams
- 2008: The Drum Beats Twice
- 2008: Sunshine Cleaning
- 2017: Professor Marston & The Wonder Women